# FC Bohemians Praha 1905
El FC Bohemians Praha és un club de futbol txec de la ciutat de Praga.

## Història
Evolució del nom:
- 1895 S.K.Kotva
- 1905 AFK Vršovice
- 1927 AFK Bohemians
- 1940 AFK Bohemia
- 1945 AFK Bohemians
- 1948 Železničáři Praha
- 1952 Spartak Praha Stalingrad
- 1961 ČKD Praha
- 1961 Bohemians ČKD Praha
- 1993 FC Bohemians Praha
- 2005 FC Bohemians Praha 1905

## Palmarès
- Lliga txecoslovaca de futbol: 1983
- Copa txeca de futbol: 1982